# Walter Gotell
Walter Gotell (15 de marzo de 1924 - 5 de mayo de 1997) fue un actor germano-británico, conocido sobre todo por su papel de General Anotol Gogol, jefe del KGB, en las películas de James Bond.

## Vida y carrera
Gotell nació en Bonn. Comenzó su carrera cinematográfica temprano. Participó en películas como La reina de África (1951), Ice Cold in Alex (1958), Los cañones de Navarone (1961), 55 días en Pekín (1963), La espada de Lancelot (1963), El espía que surgió del frío (1965), Domingo negro (1977), Los niños del Brasil (1978), y Cuba (1979). 
Gotell realizó por vez primera el papel del General Gogol en La espía que me amó por su parecido con el antiguo jefe de la policía secreta soviética, Lavrenti Beria. Su primer papel en una de las películas de James Bond se remonta a 1963, cuando realizó el de sicario de Morzeny en Desde Rusia con amor. Siguió con el papel del general Gogol en Moonraker (1979), For Your Eyes Only (1981), Octopussy (1983), A View to a Kill (1985) y The Living Daylights (1987).
A lo largo de su carrera apareció en multitud de series para televisión como artista invitado como en The Professionals - ep. THE FEMALE FACTOR (1977), Knight Rider, The A-Team, Airwolf, The X-Files, Scarecrow and Mrs. King, MacGyver, Star Trek: La Nueva Generación, Cagney & Lacey y The Saint.

## Filmografía (Selección)
| Año  | Título                                 | Título original                     | Personaje            | Notas |
| ---- | -------------------------------------- | ----------------------------------- | -------------------- | ----- |
| 1951 | La reina africana                      | The African Queen                   | Segundo oficial      |       |
| 1961 | Los cañones de Navarone                | The Guns of Navarone                | Muesel               |       |
| 1962 | Dos frescos en órbita                  | The Road to Hong Kong               | Dr. Zorbb            |       |
| 1963 | La espada de Lancelot                  | Lancelot and Guinevere              | Sir Cedric           |       |
| 1963 | Desde Rusia con amor                   | From Russia with Love               | Morzeny              |       |
| 1965 | Lord Jim                               | Lord Jim                            | Capitán del Patna    |       |
| 1977 | Domingo Negro                          | Black Sunday                        | Coronel Riat         |       |
| 1977 | La espía que me amó                    | The Spy Who Loved Me                | General Anatol Gogol |       |
| 1978 | Los niños del Brasil                   | The Boys from Brazil                | Mundt                |       |
| 1979 | Moonraker                              | Moonraker                           | General Anatol Gogol |       |
| 1979 | Cuba                                   | Cuba                                | Don Jose Pulido      |       |
| 1981 | Sólo para sus ojos                     | For Your Eyes Only                  | General Anatol Gogol |       |
| 1983 | Escarlata y negro                      | The Scarlet and the Black           | Max Helm             |       |
| 1983 | Octopussy                              | Octopussy                           | General Anatol Gogol |       |
| 1985 | Panorama para matar                    | A View to a Kill                    | General Anatol Gogol |       |
| 1987 | 007: Alta Tensión                      | The living daylights                | General Anatol Gogol |       |
| 1991 | Puppet Master 3: La Revancha de Toulon | Puppet Master III: Toulon's Revenge | General Mueller      |       |